# Tram van Jevpatorija

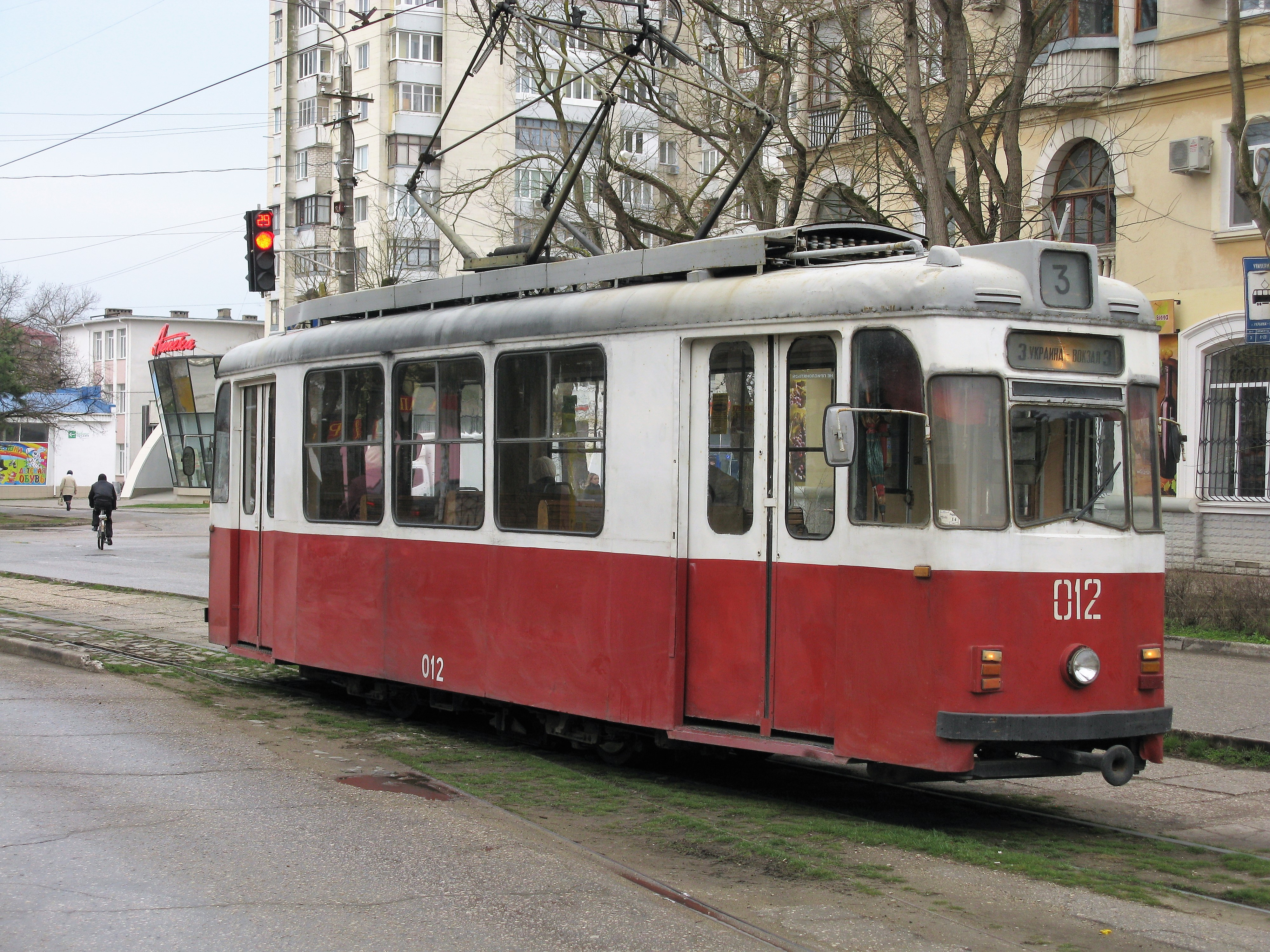
Een Gotha T57 op lijn 3 in Jevpatorija

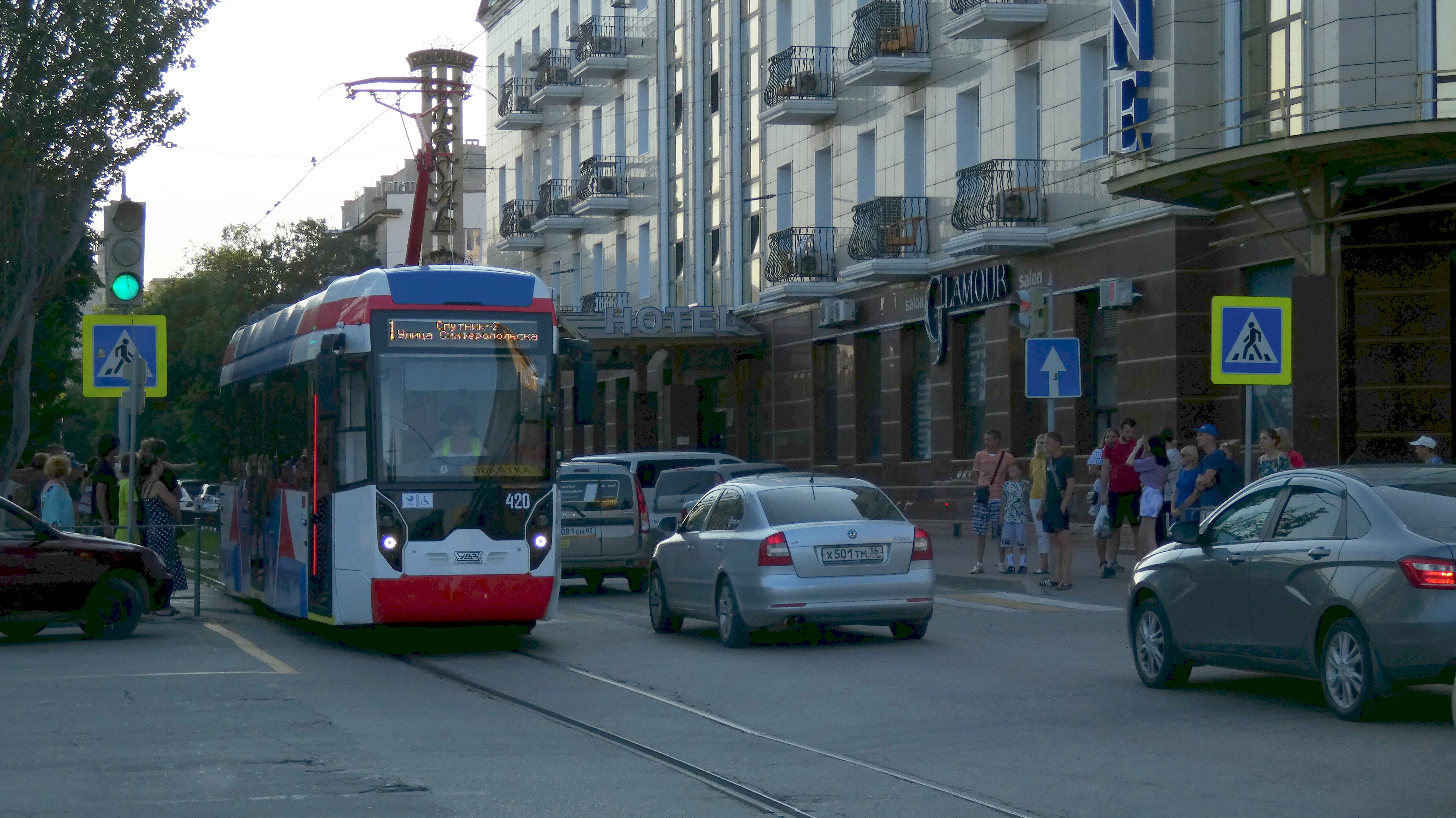
De nieuwste trams werden geleverd aan Yevpatoria in 2021. Model 71-411.

De tram van Jevpatorija (Oekraïens: Євпаторійський трамвай) bedient sinds 1914 deze havenstad in de Krim. Het metersporige net bestaat heden ten dage uit vier tramlijnen met een totale lengte van 22 kilometer.
De kern van het net wordt gevormd door de lijnen 1 en 2. Lijn 3 is een 900 meter lange aftakking door de Uliza Frunse, tussen het kopstation Jevpatorija Kuuroord en het stadscentrum waar er overstapmogelijkheid is op lijn 1. Lijn 4 is ongeveer 1 kilometer lang, sluit aan op lijn 1 en rijdt langs de weg naar Simferopol tot in de omgeving van de spoorweghalte Pl 54km. Lijnen 2 en 4 worden enkel tijdens het zomerseizoen uitgebaat.
Het net werd oorspronkelijk volledig enkelsporig en met uitwijksporen aangelegd. Met uitzondering van een dubbelsporig nieuwbouwtraject tussen Uliza Internationalnaja en Sputnik-1 op lijn 1, is dat op heden ongewijzigd gebleven. Sinds de aanleg in de jaren 1950 van drie keerlussen om de exploitatie te versnellen, wordt lijn 1 met eenrichtingstrams bediend.
Het trampark bestaat uit gekoppelde Gothatrams types T57/B57 en Tatratrams type KT4SU. Van de oorspronkelijk 23 Gotha-motorwagens en 21 bijwagens zijn er nu nog slechts vijf, respectievelijk één in gebruik op de lijnen 2, 3 en 4. De bijwagens werden omgebouwd tot stuurstandrijtuigen en twee Gotha's verhuisden naar Molotschna. Van de oorspronkelijk 18 KT4SU zijn er nog veertien voorhanden. Twee ervan werden in 2006 en 2007 omgebouwd tot tweerichtingstrams met deuren aan één zijde.
Het tramnet wordt aangevuld door 22 autobuslijnen.